# Dschaldschulija
Dschaldschulija (arabisch جلجولية, DMG Ǧalǧūliya, lateinisch Galgulis, hebräisch גַ'לְג'וּלְיָה Dschaldschūljah, englisch Jaljuliya) ist ein Lokalverband im Zentralbezirk von Israel mit 9984 Einwohnern (2018) auf einer Fläche von 1,90 km². Dschaldschulija zählt zum Meschullasch und seine Einwohner sind überwiegend arabische Israelis.

## Geschichte
Zu Zeiten der Römer war Dschaldschulija als Galgulis bekannt.

## Bevölkerungsentwicklung
| Jahr      | 1955 | 1961 | 1972 | 1983 | 1995 | 2005 | 2012 | 2016 |
| Einwohner | 1100 | 1400 | 2400 | 3300 | 5100 | 7600 | 8906 | 9618 |

## Galerie

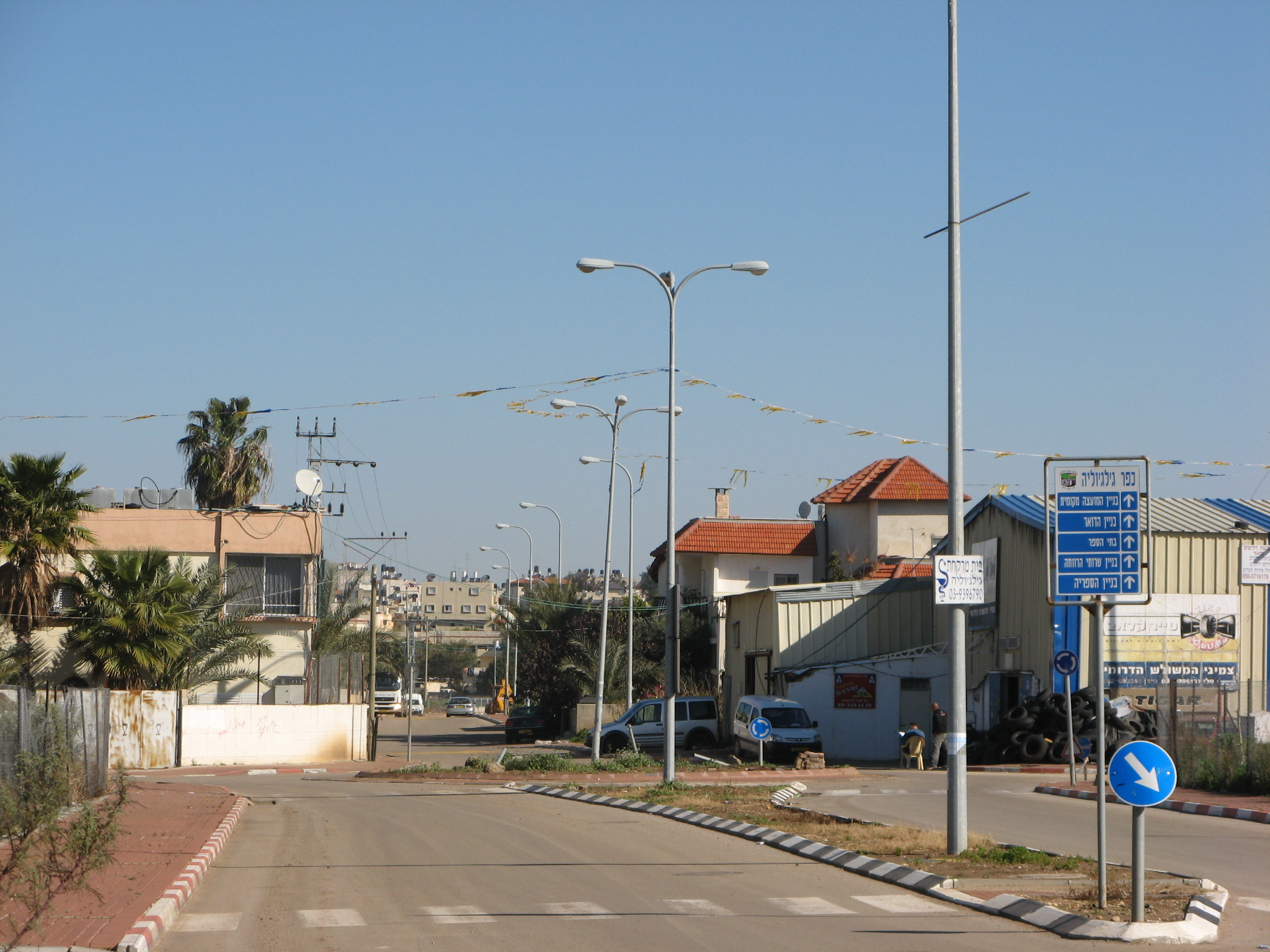
Ortseingang nach Dschaldschulija.
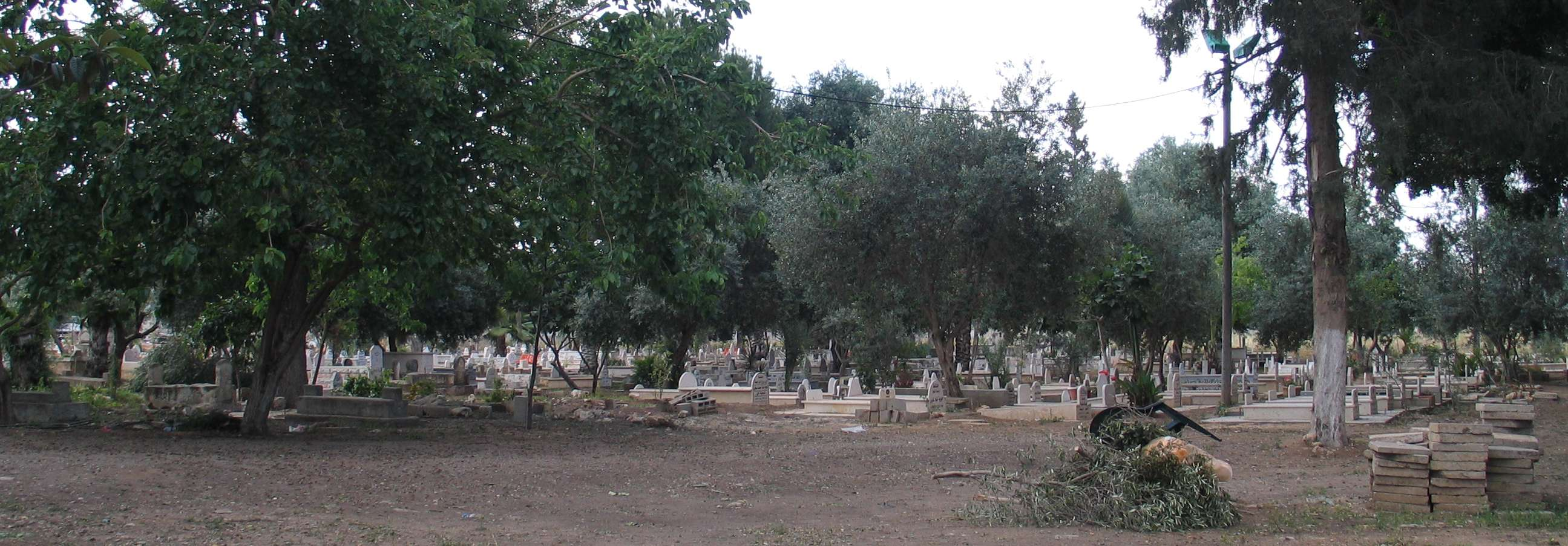
Islamischer Friedhof in Dschaldschulija.

## Persönlichkeiten
- Karem Jaber (* 2000), Fußballspieler